# Memorial Hermínio Bittencourt
O Memorial Hermínio Bittencourt ou Museu do Grêmio Hermínio Bittencourt, é um museu brasileiro da cidade de Porto Alegre capital do Rio Grande do Sul. O nome foi dado em homenagem a Hermínio Fernandes Bittencourt, ("Tio Bitenca", como era chamado carinhosamente), entre várias funções desempenhadas no clube, foi presidente do Grêmio no ano da conquista do hexacampeonato estadual, em 1968. Sempre querido por todos, ele é lembrado por sua gentileza e respeitado como um dos mais dedicados gremistas.

## História
Em 1983, quando o clube completava 80 anos, foram dados os primeiros passos para a construção de um local que retratasse a história desse que viria a ser um dos clubes mais consagrados do estado e país. Para dar início ao projeto na época, o presidente Fábio Koff criou a Comissão Organizadora do Museu do Grêmio. Foram nomeados três conselheiros que se provaram fundamentais para a realização e evolução do projeto: Hermínio Fernandes Bittencourt, Henrique Amábile Filho e Ema Facchin Coelho de Souza. O trabalho pioneiro desta comissão foi responsável através dos anos pela criação de um dos mais importantes museus esportivos do país.
A criação da Sala de troféus foi a primeira etapa da formação do Memorial tricolor. Enquanto eram restaurados os troféus e organizados por esporte e ordem cronológica, foi montada a estrutura para a exposição. Coube ao presidente Alberto Galia no inaugurá-la, no dia 11 de dezembro de 1984, com 1.537 peças expostas. O evento fez parte das comemorações de 1 ano da Conquista do Mundial Interclubes.
A próxima etapa do projeto contemplou a organização de um extenso acervo de objetos e a criação de painéis contando a história do Grêmio, o que, em conjunto à Sala de Troféus, compôs um resgate completo da memória tricolor. Assim, no dia 11 de dezembro de 1988, o presidente Paulo Odone Chaves de Araújo Ribeiro inaugurou o Museu Histórico. Em março de 1998, na gestão do presidente Luiz Carlos Silveira Martins o Museu iniciou uma renovação que incluiu a reformulação do espaço fotográfico. A etapa derradeira que concluiu o Memorial começou em agosto de 1999, durante administração de José Alberto Guerreiro. O Museu foi fechado à visitação pública para que uma grande reforma fosse executada, mantendo-se as atividades internas de pesquisa e arquivamento. O Memorial Hermínio Bittencourt foi reaberto pelo presidente Flávio Obino, no dia 19 de setembro de 2004, em comemoração ao Cinqüentenário do Estádio Olímpico. A estrutura anterior foi ampliada e transformada em um ambiente moderno, capaz de apresentar aos torcedores um panorama dos fatos mais marcantes da memória do clube. No dia 3 de dezembro de 2012, fecha as portas no Estádio Olímpico Monumental, começando sua migração para Arena do Grêmio.

### Museu do Grêmio Hermínio Bittencourt
No dia 19 de dezembro de 2012, o Grêmio inaugurou oficialmente seu novo Museu Hermínio Bittencourt na Arena inaugurando a primeira fase do projeto que contempla a sala de troféus, experiência imersiva, um espaço amplo onde parte da história do clube é reproduzida numa parede de 360 graus mesclando imagens e som, além disso, existem setores específicos de cada conquista com troféus, vídeos e painéis interativos. O novo Museu ocupa uma área de 1 500 metros quadrados, mais do que o dobro dos 765 m² que ocupava no Olímpico, projetado pela empresa inglesa Muse – Museums & Expos, faz parte do tour da Arena.
Embora uma parte do espaço tenha sido inaugurado em 2012, ficou fechado para visitação até dezembro de 2015.